# Associazione delle conferenze episcopali dell'Africa centrale
L'Associazione delle conferenze episcopali dell'Africa centrale (in francese Association des Conférences Episcopales de l'Afrique Centrale, ACEAC) è un organismo della Chiesa cattolica che raggruppa i vescovi di alcune nazioni dell'Africa centrale.

## Storia
L'ACEAC è stata istituita nel 1970 e ha sede a Kinshasa, nella Repubblica Democratica del Congo.

## Membri dell'ACEAC
Fanno parte dell'ACEAC i vescovi delle seguenti conferenze episcopali:
- Conferenza dei vescovi cattolici del Burundi (Conférence des Evêques catholiques du Burundi, C.E.CA.B.);
- Conferenza episcopale nazionale del Congo (Conférence Episcopale Nationale du Congo, CENCO);
- Conferenza episcopale del Ruanda (Conférence Episcopale du Rwanda, C.Ep.R.).

## Cronotassi

### Presidenti
- Arcivescovo Paul-Pierre-Yves Dalmais, S.I. (1971 - 1974)
- Vescovo Faustin Ngabu (1985 - 1990)
- Vescovo Evariste Ngoyagoye (1990 - 2001)
- Vescovo Frédéric Rubwejanga (2001 - 2002)
- Vescovo Nicolas Djomo Lola (2002 - luglio 2007)
- Arcivescovo Simon Ntamwana (luglio 2007 - 4 luglio 2013)
- Vescovo Smaragde Mbonyintege (4 luglio 2013 - 26 giugno 2019)
- Arcivescovo Marcel Madila Basanguka (26 giugno 2019 - 30 maggio 2023)
- Vescovo José Moko Ekanga, P.S.S., dal 30 maggio 2023

### Vicepresidenti
- Vescovo Vincent Harolimana, dal 26 giugno 2019

### Secondi vicepresidenti
- Arcivescovo Bonaventure Nahimana, dal 26 giugno 2019